# Saint-Paul-de-Salers
Saint-Paul-de-Salers település Franciaországban, Cantal megyében. Lakosainak száma 105 fő (2022. január 1.). Saint-Paul-de-Salers Le Falgoux, Le Fau, Fontanges, Saint-Bonnet-de-Salers, Saint-Martin-Valmeroux és Salers községekkel határos.

## Népesség
A település népessége az elmúlt években az alábbi módon változott:
| Lakosok száma | 455  | 195  | 164  | 125  | 110  | 106  | 105  | 105  | 105  | 105  |
|               | 1968 | 1982 | 1990 | 2006 | 2013 | 2015 | 2017 | 2019 | 2020 | 2022 |